# Bodviken, Småland
Bodviken är en sjö i Oskarshamns kommun i Småland och ingår i Marströmmen-Viråns kustområde. Sjön har en area på 0,0726 kvadratkilometer och ligger 0,5 meter över havet.

## Delavrinningsområde
Bodviken ingår i det delavrinningsområde (637033-154600) som SMHI kallar för Rinner mot Granholmsfjärden. Medelhöjden är 17 meter över havet och ytan är 34,84 kvadratkilometer. Det finns inga avrinningsområden uppströms utan avrinningsområdet är högsta punkten. Avrinningsområdets utflöde mynnar i havet, utan att ha någon enskild mynningsplats. Avrinningsområdet består mestadels av skog (86 procent). Avrinningsområdet har 0,19 kvadratkilometer vattenytor vilket ger det en sjöprocent på 0,5 procent. Bebyggelsen i området täcker en yta av 0,4 kvadratkilometer eller 1 procent av avrinningsområdet.